# Sajtótermék
A sajtótermék a médiaszabályozásban használt jogi gyűjtőfogalom, amelynek tartalmát Magyarországon törvény határozza meg.

## A hatályos szabályozás
A sajtótermék fogalmát a sajtószabadságról és a médiatartalmak alapvető szabályairól szóló 2010. évi CIV. törvény határozza meg:

„Sajtótermék: a napilap és más időszaki lap egyes számai, valamint az internetes újság vagy hírportál, amelyet gazdasági szolgáltatásként nyújtanak, amelynek tartalmáért valamely természetes vagy jogi személy szerkesztői felelősséget visel, és amelynek elsődleges célja szövegből, illetve képekből álló tartalmaknak a nyilvánossághoz való eljuttatása tájékoztatás, szórakoztatás vagy oktatás céljából, nyomtatott formátumban vagy valamely elektronikus hírközlő hálózaton keresztül. A szerkesztői felelősség a médiatartalom kiválasztása és összeállítása során megvalósuló tényleges ellenőrzésért való felelősséget jelenti, és nem eredményez szükségszerűen jogi felelősséget a sajtótermék tekintetében.”

## A médiaszolgáltatás és a sajtótermék közös fogalmi elemei
Csak akkor  beszélhetünk arról, hogy a médiaszabályozás hatálya alá tartozik egy szolgáltatás, ha együttesen teljesül az a négy alapvető feltétel, amely  egy szolgáltatást médiaszolgáltatássá vagy sajtótermékké tesz:
- a gazdasági szolgáltatás-jelleg ("Gazdasági szolgáltatás az önálló, üzletszerűen - rendszeresen, nyereség elérése érdekében, gazdasági kockázatvállalás mellett - végzett szolgáltatás".,[2]
- a szerkesztői felelősség ("A szerkesztői felelősség a médiatartalom kiválasztása és összeállítása során megvalósuló tényleges ellenőrzésért való felelősséget jelenti, és nem eredményez szükségszerűen jogi felelősséget a sajtótermék tekintetében."),[3]
- a tájékoztatási, szórakoztatási vagy oktatási cél, valamint
- a nyilvánossághoz történő eljuttatás, mint elsődleges cél.[4]

## A sajtótermék mint kiadvány
A 2010. évi CLXXXV. törvény (Mttv.) meghatározza a kiadvány fogalmát. Ennek értelmében a sajtótermék is kiadványnak minősül, amint pl. a nyilvános közlésre szánt film vagy a könyv is. Nem minősül azonban sajtóterméknek az egyéb nyomtatott anyag, pl. a katalógus és a prospektus.

## A sajtótermék  korábbi szabályozása
A sajtótermék fogalmát MSZMP Központi Bizottságának Agitációs és Propaganda Osztálya (APO) által kijelölt direktívák helyébe lépett és többször módosított 1986. évi II. törvény (sajtótörvény) így határozta meg:

„sajtótermék: 
- az időszaki lap egyes lapszámai,
- a rádió- és a televízióműsor,
- a könyv,
- a röplap
- és az egyéb szöveges kiadvány – ide nem értve a bankjegyet és az értékpapírt –,
- a zeneművet, grafikát, rajzot vagy fotót tartalmazó kiadvány,
- a térkép,
- a nyilvános közlésre szánt műsoros filmszalag, videókazetta, videolemez, hangszalag és hanglemez,
- továbbá bármely más tájékoztatást vagy műsort tartalmazó, nyilvános közlésre szánt technikai eszköz"”

Az 1986. évi II. törvényt a 2011-ben hatályba lépett 2010. évi CLXXXV. törvény (azaz a második médiatörvény) 219. § (1) b) pontja hatályon kívül helyezte.